# Rosa Gauditano
Rosa Jandira Gauditano (3. dubna 1955 São Paulo – 7. srpna 2025) byla brazilská fotografka známá svou prací dokumentující situaci marginalizovaných lidí v Brazílii od 70. let 20. století, jako jsou LGBT a domorodé obyvatelstvo. Její díla jsou zařazena do kategorie fotoetnografie.

## Kariéra
Než se Rosa stala fotografkou, studovala v letech 1974 a 1975 žurnalistiku na Cásper Líbero College (FCL). O dva roky později, v roce 1977, začala pracovat jako fotografka pro noviny a časopisy, včetně alternativních novin Versus. Její práce se v této době zaměřovala na dokumentaci mobilizace pracujících v regionu ABC v São Paulu, která začala v roce 1977 a pokračovala další čtyři roky. Během svého působení ve Versus se stala redaktorkou fotografie.
V roce 1978 absolvovala kurz fotografie v Nadaci Armanda Alvarese Penteada (FAAP) a v roce 1980 další na FCL, ale ten druhý nedokončila. V letech 1980 až 1981 pracovala Gauditano jako hostující profesorka fotožurnalistiky na Papežské katolické univerzitě v São Paulu (PUC-SP). V roce 1984 pracovala pro noviny Folha de S. Paulo a v letech 1985 až 1986 pro časopis Veja. V roce 1985 založila spolu s Edem Viggianim a Emidiem Luisim vlastní fotografickou agenturu Fotograma Fotojornalismo e Documentação, prostřednictvím které začala pracovat samostatně.
V roce 1989 se Gauditano poprvé setkala s domorodými obyvateli v Pará a poté začala dokumentovat situaci domorodých obyvatel v Brazílii a jejich zvyky, včetně Karajů, Kajapů (Mebêngôkre), Tukánů, Janomamů, Šavantů, Guaraníů a Pankarů.
Rosa Gauditano zemřela 7. srpna 2025 ve věku 70 let na infarkt.

## Dílo

### Výstavy
- 2007: Raízes do povo Xavante (Kořeny kmene Šavantů), Caixa Gallery, Curitiba[6]

### Knihy
- 1998: Índios. Os Primeiros Habitantes (Indiáni. První obyvatelé) ISBN 9788506030356
- 2003: Raízes do Povo Xavante (Kořeny kmene Šavantů) ISBN 9788590365112
- 2004: Festas de Fé (Svátek víry) ISBN 9788585371517

### Novinové kroniky
- 2020: psala sloupky pro noviny Público, ve kterých varovala před situací brazilských domorodých obyvatel během pandemie Covid-19[7]